# Petar Drapšin
Petar Drapšin (Turija kod Starog Bečeja, 15. studenog 1914. – Beograd, 2. studenog 1945.) general potpukovnik JNA. Član KPJ od 1937.

## Životopis
Poslije srednje tehničke škole studirao 1937. u Pragu, i iste godine odlazi u Španjolsku, gdje sudjeluje u Španjolskom građanskom ratu protiv Franca. Poslije sloma Republikanske vojske interniran u Francusku, partijskom vezom prebacio se u Zagreb. 1941. godine u Hercegovini organizira ustanak. Od 1. ožujka 1945. zapovjednik je Četvrte armije JA, koja je oslobodila Liku, Hrvatsko primorje, Istru i Trst. Poginuo nesretnim slučajem kao zapovjednik tenkovskih jedinica JA. Jedan izvor navodi da je počinio samoubojstvo. Narodni heroj od 24. srpnja 1953., posmrtno odlikovan Ordenom partizanske zvijezde sa zlatnim vijencem.